# Кастелбело-Чардес
Кастелбело-Чардес (итал. Castelbello-Ciardes) је насеље у Италији у округу Болцано, региону Трентино-Јужни Тирол.
Према процени из 2011. у насељу је живело 2328 становника. Насеље се налази на надморској висини од 570 м.

## Становништво
| 1931. | 1936. | 1951. | 1961. | 1971. | 1981. | 1991. | 2001. | 2011. |
| ----- | ----- | ----- | ----- | ----- | ----- | ----- | ----- | ----- |
| 1.907 | 1.954 | 2.044 | 2.158 | 2.187 | 2.305 | 2.317 | 2.328 | 2.378 |